# Jotek wierzbowiec
Jotek wierzbowiec (Cladius grandis) – gatunek błonkówki z rodziny pilarzowatych.

## Zasięg występowania
Gatunek szeroko rozpowszechniony w Europie. Notowany w Austrii, na Białorusi, w Belgii, Bułgarii, Chorwacji, Czechach, Danii, Estonii, Finlandii we Francji w Holandii, Irlandii, Luksemburgu, na Łotwie, w Mołdawii, Niemczech, Norwegii, Polsce, Portugalii, Rumunii, na Słowacji, w Szwajcarii, Szwecji, na Ukrainie, Węgrzech, w Wielkiej Brytanii i we Włoszech. Występuje również w Ameryce Północnej.

## Budowa ciała
Gąsienice osiągają do 20 mm długości. Ciało spłaszczone i pokryte włoskami wyrastającymi ze szczytów brodawek. Ubarwienie zmienne, od szkilsto-zielonego, przez zielonkawe do żółtego i pomarańczowego z rzędami dużych, czarnych plam po bokach. Głowa czarna i świecąca.
Imago osiągają 7-9 mm długości. Ubarwienie ciała żółte z czarną głową i grzbietem. Czułki stosunkowo długie, czarne od góry i żółtawe od spodu. Na przedniej parze skrzydeł brązowa pterostygma.  

## Biologia i ekologia
Gatunek związany z gatunkami z rodzaju topola, choć bywa spotykany również na wierzbach. 
Rocznie występują dwa lub więcej pokoleń. Imago spotyka się od maja do sierpnia. Jaja składane są  w rzędach na ogonkach liści; po wykluciu się larw, w miejscu ich złożenia pozostaje charakterystyczne wgłębienie biegnące wzdłuż ogonka liściowego. Gąsienice przebywają gromadnie przez cały czas swojego rozwoju, chroniąc się w dzień pod spodem liścia, i żerując jedna przy drugiej. Młode larwy wgryzają się tylko w naskórek liścia, starsze zaś wygryzają w nim rozległe dziury. Po zakończeniu żerowania rozchodzą się, wędrując po pniu rośliny żywicielskiej w poszukiwaniu odpowiedniego miejsca do przepoczwarczenia. Po jego znalezieniu, w szczelinach kory, bądź na ziemi, przędą one kokon o podwójnych ścianach, w którym wkrótce się przepoczwarczają. Gąsienice są spotykane latem i wczesną jesienią.

## Znaczenie dla człowieka
Uznawany za szkodnika. Może powodować znaczną defoliację zaatakowanych roślin.